# Yo te amo (canción)
«Yo te amo» es el título de una balada interpretada por el artista puertorriqueño-estadounidense Chayanne, se incluyó en su noveno álbum de estudio, Simplemente (2000). La canción fue escrita y producida por el cantautor y músico colombiano Estéfano y lanzada como el sencillo principal del álbum el 7 de agosto de 2000 bajo el sello discográfico Sony Discos en Estados Unidos e Hispanoamérica. Fue reconocida como una de las canciones latinas con mejor interpretación del año en los BMI Latin Awards de 2002. Richard Torres de Newsday afirmó que «Yo te amo», junto con «Las horas pasan» y «Simplemente» no tienen «ningún sonido ni brío distintivo». Jordan Levin del Miami Herald lo encontró «almibarado». El vídeo musical de la canción fue dirigido por el colombiano Simón Brand y filmado en Los Ángeles.

## Posicionamiento en listas
| Lista (2000/2001)                  | Máxima posición |
| ---------------------------------- | --------------- |
| Estados Unidos (Hot Latin Songs)   | 1               |
| Estados Unidos (Latin Pop Airplay) | 1               |

| Lista (2001)                          | Posición |
| ------------------------------------- | -------- |
| EE. UU. Hot Latin Tracks (Billboard)  | 7        |
| EE. UU. Latin Pop Airplay (Billboard) | 3        |

| Lista (2000-2009)                     | Posición |
| ------------------------------------- | -------- |
| EE. UU. Hot Latin Songs (Billboard)   | 84       |
| EE. UU. Latin Pop Airplay (Billboard) | 15       |

### Sucesión en las listas
| Predecesor: «A puro dolor» de Son by Four                     | U.S. Billboard Hot Latin Tracks — Sencillo N°. 1 (Primera vuelta) 2 de diciembre de 2000 - 29 de diciembre de 2000 | Sucesor: «Cuándo seas mía (Miss me so bad)» de Son by Four |
| Predecesor: «Cuándo seas mía (Miss me so bad)» de Son by Four | U.S. Billboard Hot Latin Tracks — Sencillo N°. 1 (Segunda vuelta) 6 de enero de 2001 - 12 de enero de 2001         | Sucesor: «Te quise olvidar» de MDO                         |

| Predecesor: «A puro dolor» de Son by Four                     | U.S. Billboard Latin Pop Airplay — Sencillo N°. 1 (Primera vuelta) 2 de diciembre de 2000 - 29 de diciembre de 2000 | Sucesor: «Cuándo seas mía (Miss me so bad)» de Son by Four |
| Predecesor: «Cuándo seas mía (Miss me so bad)» de Son by Four | U.S. Billboard Latin Pop Airplay — Sencillo N°. 1 (Segunda vuelta) 6 de enero de 2001 - 12 de enero de 2001         | Sucesor: «Te quise olvidar» de MDO                         |